# Johan Eurén

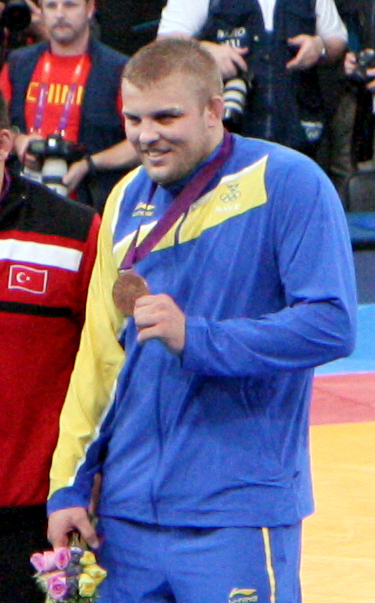
Johan Eurén, 2012

Johan Magnus Eurén (* 18. Mai 1985 in Göteborg) ist ein schwedischer Ringer. Er gewann bei den Olympischen Spielen 2012 eine Bronzemedaille und bei Welt- und Europameisterschaften mehrere Medaillen jeweils im griechisch-römischen Stil im Schwergewicht.

## Werdegang
Johan Eurén erlernte als Jugendlicher den Beruf eines Installateurs und begann 1992 mit dem Ringen. Er wurde dazu Mitglied des Sportclubs Örgryte Göteborg. In seiner Laufbahn wurde er bisher von Kenneth Aastedt, Magnus Pernheim und Anders Hansson trainiert. Er konzentriert sich ganz auf den griechisch-römischen Stil und wuchs bei einer Größe von 1,90 Metern in das Schwergewicht hinein. Er ist auch in Deutschland bekannt, weil er seit 2009 in der deutschen Bundesliga für die RWG Mömbris-Königshofen ringt.
Im Juniorenalter war er bereits bei internationalen Meisterschaften am Start. Er begann dabei mit einem 23. Platz im Halbschwergewicht bei der Junioren-Weltmeisterschaft 2003 in Istanbul. 2004 belegte er bei der Junioren-Europameisterschaft in Murska Subotica im Halbschwergewicht den 7. Platz. Ein Jahr später, 2005, kam er bei der Junioren-Weltmeisterschaft in Vilnius im Halbschwergewicht auf den 7. Platz, gewann aber noch im gleichen Jahr bei der Junioren-Europameisterschaft in Wrocław in der gleichen Gewichtsklasse mit dem 3. Platz seine erste Medaille bei einer internationalen Meisterschaft.
Im Seniorenbereich stand er, inzwischen im Schwergewicht ringend, lange Zeit im Schatten von Jalmar Sjöberg und Jimmy Lidberg. 2007 belegte er bei der schwedischen Meisterschaft im Schwergewicht hinter Jalmar Sjöberg und Jimmy Lidberg den 3. und 2008 hinter Jalmar Sjöberg den 2. Platz. Er wurde 2008 auch beim Olympia-Qualifikations-Turnier in Rom eingesetzt, kam aber dort nur auf den 9. Platz und verfehlte damit einen Startplatz in Peking.
2009 wurde Johan Eurén erstmals schwedischer Meister im Schwergewicht vor Jalmar Sjöberg und Milto Mietiadous. Bei der Welt- und bei der Europameisterschaft dieses Jahres wurde er aber noch nicht eingesetzt. Im Jahre 2010 verlor er im Finale der schwedischen Meisterschaft gegen Jimmy Lidberg, wurde aber für die Europameisterschaft in Baku nominiert. Dort siegte er über Alexander Tschernizki, Ukraine, und Mihály Deák Bárdos, Ungarn, und unterlag im Halbfinale gegen Radomir Petkovic, Serbien, knapp mit 1:2 Runden. Im Kampf um eine EM-Bronzemedaille besiegte er Wladimir Guralski aus Israel und gewann damit diese Medaille. Er war dann auch bei der Weltmeisterschaft in Moskau am Start und siegte dort zunächst über Ralf Böhringer aus Deutschland und Alexander Tschernizki, musste aber gegen Juri Patrikejew und Rıza Kayaalp Niederlagen einstecken, die ihn auf den 9. Platz zurückwarfen.
Im Jahre 2011 verlor er bei der Europameisterschaft in Dortmund seinen ersten Kampf gegen Rıza Kayaalp, konnte aber in der Trostrunde weiterringen und besiegte dort David Lengyel aus der Slowakei und Nico Schmidt aus Deutschland. Den Kampf um eine EM-Bronzemedaille verlor er aber gegen Juri Patrikejew knapp nach Punkten (1:2 Runden, 1:2 Punkte). Bei der Weltmeisterschaft in Moskau verlor Johan Eurén gegen den vielfachen Weltmeister Mijaín López aus Kuba, kam danach in der Trostrunde zu Siegen über Murat Ramonow aus Kirgisistan und Juri Patrikejew, verlor aber dann gegen Bashir Asgari Babajanzadeh aus dem Iran und landete schließlich auf dem 12. Platz.
2012 gewann er bei den Olympischen Sommerspielen in London die Bronzemedaille. Er besiegte dabei Nurmachan Tinalijew, Mihaly Deak-Bardos, Ungarn, und Bashir Asgari Babajanzadeh, verlor dann gegen Heiki Nabi aus Estland und sicherte sich seine Bronzemedaille durch einen Sieg über Iossif Tschugaschwili, Weißrussland.
2013 war er in Budapest bei der Weltmeisterschaft am Start. Dabei besiegte er Ali Nadim, Irak, und verlor danach seinen nächsten Kampf gegen Amir Ali-Akbari aus dem Iran. Da Amir Ali-Akbari anschließend Weltmeister wurde, konnte Johan Eurén in der Trostrunde weiterringen. In dieser besiegte er Oleksandr Tschernezkyj und Eduard Popp aus Deutschland. Den Kampf um eine Bronzemedaille verlor er gegen Rıza Kayaalp. Bei der Überprüfung der Dopingprobe von Amir Ali-Akbari nach der Weltmeisterschaft stellte sich heraus, dass dieser gedopt war. Ihm wurde daraufhin vom Ringer-Weltverband FILA der Weltmeistertitel
aberkannt und Johan Eurén erhielt nachträglich eine Bronzemedaille.
Bei der Europameisterschaft 2014 in Vantaa/Finnland gewann Johan Eurén wieder eine Bronzemedaille. Er besiegte im Schwergewicht, das nach einer Neueinteilung der Gewichtsklassen sein Gewichtslimit seit 1. Januar 2014 bei 130 kg hat, Eduard Popp aus Deutschland und Saba Schariati aus Aserbaidschan, verlor dann gegen Ljubomir Dimitrow aus Bulgarien und siegte über Bálint Lám aus Ungarn. Bei der Weltmeisterschaft 2014 in Taschkent siegte er über Mindaugas Mizgaitis aus Litauen und über Sabah Shariati, Aserbaidschan, unterlag aber gegen den mehrfachen Weltmeister im freien Stil Biljal Machow aus Russland, der bei dieser Weltmeisterschaft im griechisch-römischen Stil antrat. Weil Biljal Machow das Finale nicht erreichte, schied Johan Euren aus und belegte den 7. Platz.
Im März 2016 gewann Johan Euren bei der Europameisterschaft in Riga erneut eine Bronzemedaille. Er besiegte auf dem Weg zu diesem Erfolg Igors Kostins aus Lettland und Iakob Kadschaia aus Georgien, unterlag im Halbfinale gegen Rıza Kayaalp aus der Türkei knapp nach Punkten (2:4) und sicherte sich danach mit einem Punktsieg über Witali Schtschur, Russland (2:1), diese Medaille. Für einen Start bei den Olympischen Spielen 2016 in Rio de Janeiro musste er sich erst noch qualifizieren. Bei seinem ersten Versuch in Ulaanbaatar scheiterte er, weil er dort nur auf den 9. Platz kam. Im Mai 2016 schaffte er aber dann diese Qualifikation durch einen Turniersieg in Istanbul. Er siegte dort vor Iakob Kadschaia.
Bei den Olympischen Spielen 2016 in Rio de Janeiro siegte Johan Euren zunächst über Iwan Popow aus Australien, unterlag dann aber gegen Mijaín López Núñez aus Kuba und gegen Heiki Nabi, womit er ausschied und den 8. Platz belegte. Danach beendete er seine Ringer-Laufbahn.

## Internationale Erfolge
| Jahr | Platz  | Wettbewerb                                        | Gewichtsklasse | Ergebnis |
| 2003 | 23.    | Junioren-WM in Istanbul                           | Halbschwer     | Sieger: Yavuz Güvendi, Türkei vor Rewas Tschelidse, Georgien |
| 2004 | 8.     | Junioren-EM in Murska Subotica                    | Halbschwer     | Sieger: Theodorus Tounousidis, Griechenland vor Atilla Güzel, Türkei |
| 2004 | 1.     | Intern. Turnier in Kopenhagen                     | Schwer         | vor Jakub Pietrzak, Polen |
| 2005 | 7.     | Junioren-WM in Vilnius                            | Halbschwer     | |
| 2005 | 3.     | Junioren-EM in Wrocław                            | Halbschwer     | hinter Roman Martschenko, Russland und Juri Dabko, Weißrussland |
| 2006 | 1.     | Kristijan-Palusalu-Memorial in Tallinn            | Schwer         | vor Rami Hietaniemi, Finnland und Atsamas Kabulow, Russland |
| 2008 | 1.     | Kristijan-Palusalu-Memorial in Tallinn            | Schwer         | vor Oleksandr Tschernezkyj, Ukraine u. Atsamas Kabulow |
| 2008 | 3.     | Großer Preis von Spanien in Madrid                | Schwer         | hinter Chassan Barojew, Russland u. Sebastian Lönnborn, Schweden |
| 2008 | 1.     | Nordische Meisterschaft                           | Schwer         | vor Matti Hämäläinen, Finnland und Sebastian Lönnborn |
| 2008 | 9.     | Olympia-Qualifikations-Turnier in Rom             | Schwer         | Sieger: Panagiotis Papadopoulos, Griechenland vor Mindaugas Mizgaitis, Litauen |
| 2009 | 1.     | Großer Preis von Deutschland in Dortmund          | Schwer         | vor Jalmar Sloeberg, Schweden, Ralf Böhringer und Nico Schmidt, beide Deutschland |
| 2010 | 1.     | Herman-Kare-Turnier in Kouvola                    | Schwer         | vor Mindaugas Mizgaitis u. Sergei Tschesnokow, Russland |
| 2010 | 3.     | Welt-Cup in Jerewan                               | Schwer         | hinter Juri Patrikejew, Armenien und Rıza Kayaalp, Türkei, vor Alexander Anutschin, Russland |
| 2010 | 3.     | EM in Baku                                        | Schwer         | mit Siegen über Alexander Tschernizki u. Mihály Deák Bárdos, Ungarn, einer Niederlage gegen Radomir Petkovic, Serbien u. einem Sieg über Wladimir Guralski, Israel |
| 2010 | 2.     | Großer Preis von Deutschland in Dortmund          | Schwer         | hinter Ralf Böhringer, Deutschland, vor Nico Schmidt, Deutschland u. Heiki Nabi, Estland |
| 2010 | 9.     | WM in Moskau                                      | Schwer         | nach Siegen über Ralf Böhringer und Alexander Tschernizki und Niederlagen gegen Juri Patrikejew, Armenien und Rıza Kayaalp |
| 2011 | 1.     | Dave-Schultz-Memorial in Colorado Springs         | Schwer         | vor Brandon Rupp, USA und Iwan Iwanow, Bulgarien |
| 2011 | 5.     | EM in Dortmund                                    | Schwer         | nach einer Niederlage gegen Rıza Kayaalp, Siegen über David Lengyel, Slowakei und Nico Schmidt, Deutschland und einer Niederlage gegen Juri Patrikejew |
| 2011 | 1.     | Grosser Preis von Spanien in Madrid               | Schwer         | vor Yussup Nunajew, Ungarn und Kamil Blonski, Schweden |
| 2011 | 12.    | WM in Istanbul                                    | Schwer         | nach einer Niederlage gegen Mijaín López, Kuba, Siegen über Murat Ramonow, Kirgisistan und Juri Patrikejew und einer Niederlage gegen Bashir Asgari Babajanzadeh, Iran |
| 2011 | 1.     | Haparanda-Cup                                     | Schwer         | vor Schochruddi Ajubow und Wladimir Ilnizki, beide Russland und Viktor Pääjärvi, Schweden |
| 2011 | 3.     | FILA-Test-Turnier in London                       | Schwer         | hinter Rıza Kayaalp und Xenofon Koutsioubas, Griechenland, gemeinsam mit Lukasz Banak, Polen |
| 2012 | Bronze | OS in London                                      | Schwer         | nach Siegen über Nurmachan Tinalijew, Mihály Deák-Bárdos und Bashir Asgari Babajanzadeh, einer Niederlage gegen Heiki Nabi, Estland und einem Sieg über Iossif Tschugaschwili                                                                                                 |
| 2013 | 1.     | "Wladyslaw-Pytlasinski"-Memorial in Warschau      | Schwer         | vor Miloslaw Metodiew, Bulgarien, Iossif Tschugaschwili und Mihály Deak Bárdos |
| 2013 | 3.     | WM in Budapest                                    | Schwer         | nach einem Sieg über Ali Nadim, Irak, einer Niederlage gegen Amir Ali-Akbari, Iran, Siegen über Oleksandr Tschernezkyj, Ukraine und Eduard Popp, Deutschland und einer Niederlage gegen Rıza Kayaalp (Anm.: Amir Ali-Akbari wurde nachträglich wegen Dopings disqualifiziert) |
| 2013 | 1.     | Haparanda-Cup                                     | Schwer         | vor Saur Kodojew und Sergei Semenow, beide Russland und Sebastian Lönnborn |
| 2014 | 1.     | Yadegar-Imam-Cup in Teheran                       | bis 130 kg     | vor Behnam Mehdizadeh und Amir Ghasemi Monjazi, beide Iran und Bálint Lám, Ungarn |
| 2014 | 1.     | Thor-Masters in Nyköbing                          | bis 130 kg     | vor Christian John, Deutschland, Lukasz Banak, Polen und Sebastian Lönnborn |
| 2014 | 3.     | Golden-Grand-Prix in Szombathely                  | bis 130 kg     | hinter Rıza Kayaalp, Bashir Asgari Babajanzadeh und Mindaugas Mizgaitis, Litauen |
| 2014 | 3.     | EM in Vantaa/Finnland                             | bis 130 kg     | nach Siegen über Eduard Popp und Saba Schariati, Aserbaidschan, einer Niederlage gegen Ljubomir Dimitrow, Bulgarien und einer Niederlage gegen Bálint Lám, Ungarn |
| 2014 | 1.     | Stockholm-Open                                    | bis 130 kg     | vor Heiki Nabi, Estland |
| 2014 | 7.     | WM in Taschkent                                   | bis 130 kg     | nach Siegen über Mindaugas Mizgaitis, Litauen und Sabah Schariati, Aserbaidschan und einer Niederlage gegen Biljal Machow, Russland |
| 2014 | 1.     | "Bill-Farrell"-Memorial-International in New York | bis 130 kg     | vor Erik Nye, David Arendt und Jacob Mitchell, alle USA |
| 2014 | 1.     | Copa Brasil in Rio de Janeiro                     | bis 130 kg     | vor Arata Sonoda, Japan, Ramilo Paz, Brasilien und Luciano Del Rio, Argentinien |
| 2015 | 1.     | Nordische Meisterschaft in Bodö                   | bis 130 kg     | vor Heiki Nabi, Oscar Marvik, Norwegen und Ronnie Volthers, Dänemark |
| 2016 | 3.     | EM in Riga                                        | bis 130 kg     | nach Siegen über Igors Kostins, Lettland und Iakob Kadschaia, Georgien, einer Niederlage gegen Rıza Kayaalp, Türkei und einem Sieg über Witali Schtschur, Russland |
| 2016 | 9.     | Olympia-Qualif.-Turnier in Ulaan-Baatar           | bis 130 kg     | Sieger: Amir Ghasemi, Iran vor Meng Qiang, China |
| 2016 | 1.     | Olympia-Qualif.-Turnier in Istanbul               | bis 130 kg     | vor Iakob Kadschaia, Miloslaw Metodiew, Bulgarien und Radhouane Chebi, Tunesien |
| 2016 | 5.     | Großer Preis von Deutschland in Dortmund          | bis 130 kg     | hinter Rıza Kayaalp, Witali Schtschur, Eduard Popp und Mantas Knystautas, Litauen |
| 2016 | 8.     | OS in Rio de Janeiro                              | bis 130 kg     | nach einem Sieg über Iwan Popow, Australien und Niederlagen gegen Mijaín López Núñez, Kuba und Heiki Nabi |

## Schwedische Meisterschaften
(soweit bekannt)
| Jahr | Platz | Gewichtsklasse | Ergebnis                                     |
| 2007 | 3.    | Schwer         | hinter Jalmar Sjöberg u. Jimmy Lidberg       |
| 2008 | 2.    | Schwer         | hinter Jalmar Sjöberg                        |
| 2009 | 1.    | Schwer         | vor Jalmar Sjöberg u. Milto Mietiadous       |
| 2010 | 2.    | Schwer         | hinter Jimmy Lidberg, vor Albin Söderstjärma |
| 2011 | 1.    | Schwer         |                                              |
| 2012 | 1.    | Schwer         |                                              |
| 2013 | 1.    | Schwer         |                                              |

Erläuterungen
- alle Wettbewerbe im griechisch-römischen Stil,
- OS = Olympische Spiele, WM = Weltmeisterschaft, EM = Europameisterschaft,
- Halbschwergewicht, bis 96 kg, Schwergewicht, bis 120 kg Körpergewicht (bis 31. Dezember 2013); seit 1. Januar 2014 gilt eine neue Gewichtsklasseneinteilung durch den Ringer-Weltverband FILA